# Cefalotina
La cefalotina (DCI) es una cefalosporina de primera generación. Fue la primera cefalosporina comercializada y actualmente sigue teniendo gran utilidad. No se absorbe bien por vía oral y se administra de forma intravenosa a causa del dolor que provoca por vía intramuscular.
Tiene un espectro de acción similar a cefazolina y cefalexina.Si se comercializa con el nombre comercial Keflin (Lilly) en la mayor parte de los países.

## Descripción
Cefalotina es un fármaco antibacteriano del grupo de las cefalosporinas de primera generación. Su fórmula es: C16H15N2NaO6S2 y su peso molecular es de 418 Da. Espectro y CIM similares a cefazolina; es la cefalosporina más insensible al ataque de la betalactamasa estafilocócica, por lo que es muy efectiva en el tratamiento de infecciones estafilocócicas graves (endocarditis infecciosa)

## Farmacocinética
Vida media 0,7 h, concentración máxima (Cmax): 20 – 50 mg/L tras 1 g intravenoso, fijación proteica 70 %, volumen de distribución 0,26 L/kg. Eliminación por orina en un 70 % Metabolismo hepático 33 %, metabolito desacetilcefalotina (poco activo). No penetra en cerebro.

## Dosis
Adultos 1 a 2 gramos cada 4 a 6 horas, niños 75 a 150 mg por kg y día. En insuficiencia renal se ajusta cuando el aclaramiento de creatinina se reduce según la siguiente tabla:
| Función renal             | Dosificación    |
| ------------------------- | --------------- |
| Filtrado Glomerular > 50  | Sin cambios     |
| Filtrado Glomerular 30-50 | 1 g cada 6 h    |
| Filtrado Glomerular 10-30 | 1 g cada 8 h    |
| Filtrado Glomerular < 10  | 1 g cada 12 h   |
| Hemodiálisis              | 20 – 50 % dosis |
| Diálisis Peritoneal       | < 20 %          |

## Indicaciones
Amigdalitis, otitis, faringitis y sinusitis. Infecciones respiratorias bajas. Infección articular y ósea. Infección de piel y tejidos blandos. Infección génitourinaria. Profilaxis perioperatoria (actualmente la indicación más frecuente). Endocarditis. Septicemia.

## Contraindicaciones
Pacientes alérgicos a penicilinas y cefalosporinas.

## Interacciones
Al tener que administrarse por vía intravenosa hay que evitar el contacto con medicamentos incompatibles en disolución (aminoglucósidos, eritromicina, cimetidina, teofilina y metilprednisolona). Puede dar falsos positivos a proteinuria.